# Campeonato Mundial de Halterofilia de 1898
El II Campeonato Mundial de Halterofilia se celebró en Viena (Austria) entre el 31 de julio y el 1 de agosto de 1898 bajo la organización de la Federación Internacional de Halterofilia (IWF) y la Federación Austríaca de Halterofilia.
En el evento participaron 11 halterófilos de 3 federaciones nacionales afiliadas a la IWF.

## Medallistas
| Evento            | Oro                  | Plata                 | Bronce                      |
| ----------------- | -------------------- | --------------------- | --------------------------- |
| Categoría abierta | Wilhelm Türk Austria | Eduard Binder Austria | Georg Hackenschmidt · Rusia |

## Medallero
| Núm. | País    | Oro | Plata | Bronce | Total |
| ---- | ------- | --- | ----- | ------ | ----- |
| 1    | Austria | 1   | 1     | 0      | 2     |
| 2    | Rusia   | 0   | 0     | 1      | 1     |
|      | TOTAL   | 1   | 1     | 1      | 3     |